# Daniele Daino
Daniele Daino (Alessandria, 8 settembre 1979) è un dirigente sportivo, allenatore di calcio ed ex calciatore italiano, di ruolo difensore.

## Carriera

### Giocatore

#### Club
Prodotto del vivaio del Milan, esordisce in prima squadra nel 1996. In seguito milita in vari club italiani, tra cui il Napoli nel campionato di Serie B 1998-1999, più un'esperienza inglese con il Derby County. Nella stagione 2004-2005 approda al Bologna con cui disputa un campionato di Serie A e tre di Serie B, raggiungendo la promozione in massima serie nella stagione 2007-2008.
Svincolatosi, viene ingaggiato nel novembre 2008 dal Modena. Nell'estate 2009 passa al Gallipoli; a seguito del fallimento del club, nel 2010 rimane senza contratto.
Dopo aver militato nel frattempo con il Real Zola, nel campionato amatoriale di calcio a 7 del Centro Sportivo Italiano di Bologna, nell'estate 2011 viene ufficializzato l'acquisto del giocatore dall'Alessandria. Dopo sole 6 presenze, nel marzo 2012 risolve consensualmente il suo contratto con i piemontesi, a causa di problemi familiari che gli hanno impedito di allenarsi regolarmente.

#### Nazionale
Dal 1994 al 1999 ha vestito le maglie delle nazionali Under-15, Under-16, Under-18, Under-20, Under-21 collezionando in totale 22 presenze e 2 gol su 28 convocazioni.

### Allenatore e dirigente
Nel gennaio 2013 diventa l'allenatore degli Allievi dell'Europa Bevingros, club dilettantistico alessandrino.
L'anno successivo fonda la "Daino Soccer Academy", conquistando il titolo interprovinciale.
Nel 2016-2017 gli viene affidata la conduzione della prima squadra del Riccione con cui ottiene la promozione dalla Seconda alla Prima Categoria. 
Nella stagione seguente, il 20 dicembre, il Riccione lo solleva dall'incarico, che affida a Pierluigi Angeloni, lasciandogli esclusivamente la responsabilità del settore giovanile.
Dal settembre 2018 diventa responsabile giovanile del Perla Verde, altra formazione dilettantistica di Riccione.
Nel settembre del 2020 inizia a frequentare il Corso UEFA A di Coverciano. A fine 2023 allena la Folgore Caratese, squadra di Serie D.